# Distrito de Isingiro
El distrito de Isingiro es uno de los cuantiosos distritos que subdividen a la República de Uganda, su localización es en el tramo sur del sector oeste de Uganda. Su capital, la ciudad de Isingiro, centro financiero y el sector donde se concentra más la población, es el origen del nombre del distrito.
Posee una población de 318.913 habitantes, de los cuales más de tres cuartos viven en zonas rurales.